# 革命共产党 (阿根廷)
革命共产党（西班牙語：Partido Comunista Revolucionario，缩写为PCR），注册名称为劳动和人民党（Partido del Trabajo y del Pueblo，缩写为PTP），是阿根廷的一个共产主义政党。1967年—1968年，阿根廷共产党内部就该党在中苏决裂中采取何种立场产生严重分歧。1969年1月10日，阿根廷共产党内的亲华派成立了革命共产党。该党出版《今日和火花杂志》。该党的下属青年组织是“革命共产主义青年”。该党是圣保罗论坛的成员。